# Música litoraleña
Música litoraleña es una expresión que se utiliza en Argentina para denominar a varios géneros y danzas populares de raíz folclórica característicos de la región del litoral argentino, definida por los ríos Paraná, Uruguay y Paraguay, e integrada por las tres provincias mesopotámicas ―Misiones, Corrientes y Entre Ríos y sus vecinas provincias de Formosa, Chaco y Santa Fe―.

## Géneros que abarca
La música litoraleña argentina forma parte de una región musical más amplia que abarca también a la música paraguaya influenciada por el idioma guaraní, a la música gaúcha del sur de Brasil y a la música litoraleña del Uruguay. También recibió la influencia de las tradiciones de las comunidades de origen ruso-alemán o alemanes del Volga establecidas en Río Grande do Sul y en Entre Ríos durante el último cuarto del siglo XIX y el primer cuarto del siglo pasado. Aunque como todos los géneros folklóricos argentinos y rioplatenses tienen raíces principales en la música indígena, criolla y española.
Entre los estilos musicales y danzas que integran la música litoraleña se encuentran:
- el balerón.
- la canción o purahéi litoraleña (inventada por Chacho Muller).
- la canción misionera.
- el chamamé.
- la chamarrita.
- el chotis.
- la galopa misionera.
- el gualambao (inventado por Ramón Ayala).
- la kolomeica.
- la polka correntina.
- la polquita rural.
- la purahéi paraguaya.
- la ranchera litoraleña.
- el rasguido doble.
- el valseado.

Entre los instrumentos característicos de la música litoraleña se destacan el acordeón y el arpa paraguaya, siendo también de gran importancia la guitarra criolla.
La música del Paraguay es básicamente bilingüe, de igual forma que varias canciones de chamamé correntino, cantándose tanto en idioma castellano como en idioma guaraní. Otra característica específica de la música litoraleña es que todos los estilos se bailan con la pareja enlazada, generalmente con coreografía libre.

## Historia
La música litoraleña tiene sus orígenes en la cultura guaraní prehispánica y en las características que adoptó el desarrollo musical en las misiones jesuitas instaladas por religiosos jesuitas, luego de la llegada de los españoles a la región. Allí, en Yapeyú y Loreto (Misiones) como centros musicales, se inventaron y rediseñaron instrumentos esenciales de la música litoraleña-paraguaya, como el arpa paraguaya y el acordeón.
Los guaraníes utilizaban la palabra purahjei para designar el canto; con los años ese término designó la música de estilo litoraleño-paraguaya.
En Chile a pesar de no ser autóctona tomo enorme popularidad a mediados de la década del 60, luego de que muchas piezas de la música litoraleña fuesen interpretadas y popularizadas por varios grupos y cantantes del movimiento neofolklorico presente en el país durante la época. Algunos grupos que adoptaron temas litoraleños en ese país fueron "Los Cuatro cuartos", "Los de Santiago", "Los Paulos", "Las Cuatro brujas" y solistas como Ginette Acevedo o Lorenzo Valderrama.

## Artistas destacados
Entre los artistas destacados de la música de la mesopotamia pueden mencionarse a:
- Aníbal Sampayo
- Carlos Santa María.
- Isaco Abitbol.
- Cholo Aguirre.
- Orlando Vera Cruz.
- Ramón Ayala.
- Raúl Barboza.
- Roberto Benítez.
- Mario Bofill.
- Oscar Cardozo Ocampo.
- Emilio Chamorro.
- Tránsito Cocomarola.
- Los Hermanos Cuestas.
- Ramona Galarza.
- Grupo Integración.
- Conjunto Ivotí.
- Linares Cardozo.
- María Helena.
- María Ofelia.
- Monchito Merlo.
- Mario Millán Medina.
- Ernesto Montiel.
- Chacho Müller.
- Los Musiqueros Entrerrianos.
- Los Núñez y Ruiz Guiñazú.
- Ricardo Ojeda.
- Teresa Parodi.
- Cuarteto Santa Ana.
- Osvaldo Sosa Cordero.
- Tarragó Ros.
- Antonio Tarragó Ros.
- Salvador "Chaloy" Jara.
- Joselo Schuap.
- el Chango Spasiuk.
- Tapeku'a.
- Trébol de Ases.
- Matereré.

Lisardo Plank 
Itatí Barrionuevo
Javier Corri